# Sprechstallmeister

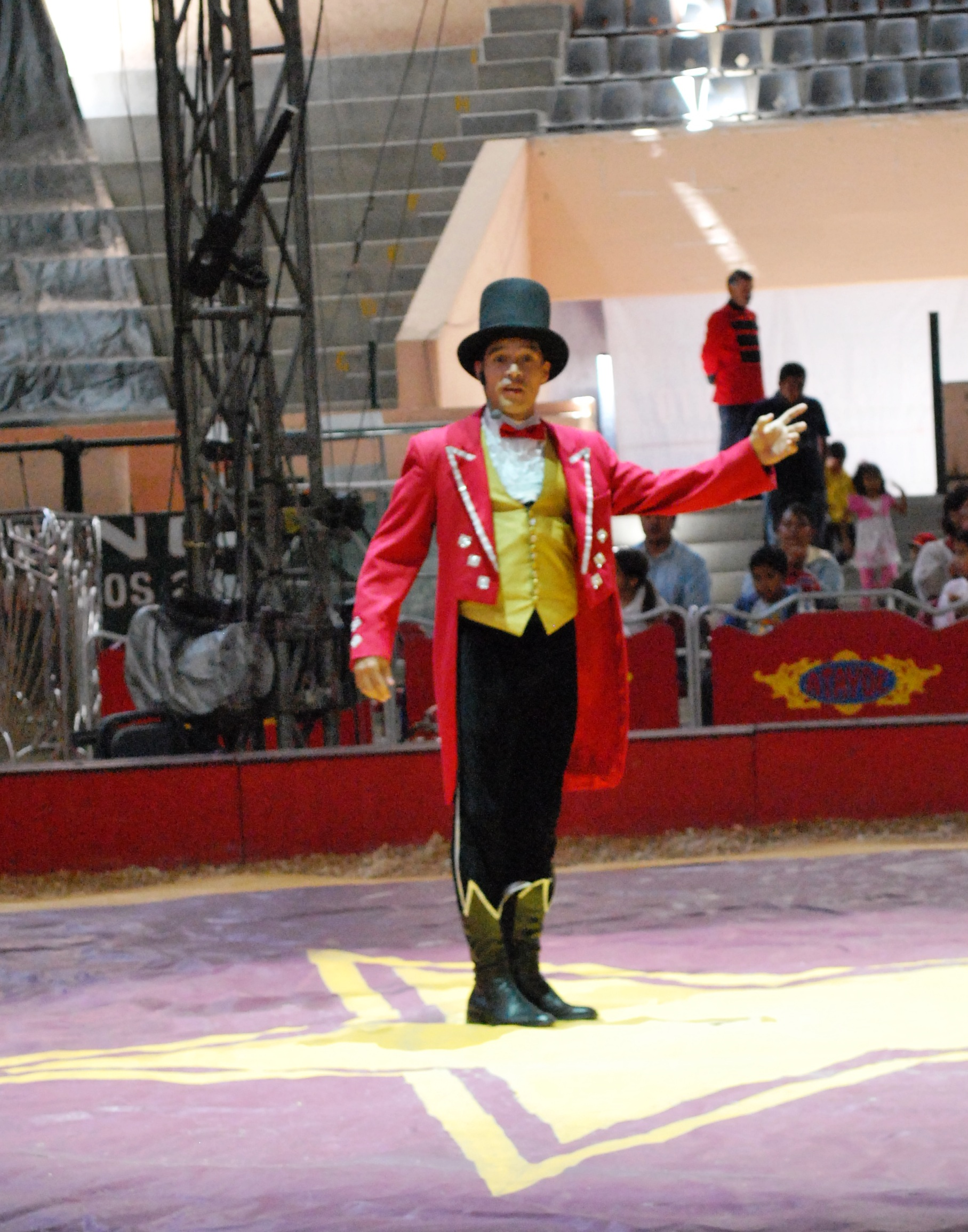
Sprechstallmeister im Circo Atayde in Mexiko

Der Sprechstallmeister, alternativ auch Ringmeister genannt, ist eine traditionelle Figur im Zirkus.

## Beschreibung
Der Sprechstallmeister fungiert während einer Zirkusvorstellung als Ansager und Regisseur, der das Publikum, einem Moderator ähnlich, durch die Veranstaltung führt. Dabei dient er auch als Bindeglied zwischen Künstlern und Publikum. Des Weiteren repräsentiert der Sprechstallmeister des Öfteren das Gegenstück zum Wesen der Zirkusclowns, speziell des „dummen Augusts“, indem er als disziplinierte und ordentliche Persönlichkeit in die zumeist humoristisch-chaotischen Aufführungen der Clowns eingebunden wird.

## Internationale Bezeichnungen
Die deutschsprachige Bezeichnung Sprechstallmeister wurde unverändert in die dänische Sprache übernommen. Im englischen Sprachraum wird die Position als ringmaster bezeichnet, was sich direkt auf den Zirkus (lateinisch circus: „Kreis“, „Ring“) bzw. die Form der Manege bezieht. Im französischen Wortschatz wird der Sprechstallmeister als Monsieur Loyal bezeichnet. Der Namensgeber dieser Bezeichnung ist die Zirkusfamilie Loyal, die zu den traditionsreichsten französischen Familien im Zirkusgeschäft zählt und von deren Vorfahren die Figur des Sprechstallmeisters stammen soll.

## Sonstiges
In der Serie 2 der Miniatur-Figuren des dänischen Spielzeugherstellers Lego erschien eine Sprechstallmeister-Figur.